# Paectes viridescens
Paectes viridescens là một loài bướm đêm trong họ Noctuidae.